# Letov Š-1
Das tschechoslowakische Flugzeug Letov Š-1 ist ein einmotoriger, zweisitziger Doppeldecker, der zur militärischen Aufklärung eingesetzt wurde.

## Entwicklung
Der Erstflug der Maschine fand am 8. Mai 1920 statt. Gesteuert wurde die Maschine von Klement Adamec, dem Leiter des Arsenals, während der Konstrukteur Alois Šmolík auf dem Beobachtersitz Platz genommen hatte. Es ist das erste Serienmuster der Firma Letov aus Prag. Die Maschine war ganz aus Holz gefertigt, das mit Stoff bespannt wurde. Der hinter dem Piloten sitzende Beobachter bediente ein schwenkbar angeordnetes Maschinengewehr.
Am 20. Mai 1920 stellte man das Flugzeug einer Prüfungskommission des Verteidigungsministeriums vor, wobei es zur Beschädigung des Prototyps kam, als bei einer Landung das Fahrwerk wegbrach und der Rumpf beschädigt wurde. Während der Reparatur nahm man auch einige konstruktive Änderungen vor, um die Flugeigenschaften weiter zu verbessern. So wurde die Form des Leitwerks verändert und eine neue, nach Vorgaben von Alois Šmolík gefertigte Luftschraube angebaut.
Am 25. Mai 1920 entschloss sich das Verteidigungsministerium, den Serienbau aufzunehmen und bestellte am 28. Mai 1920 die ersten fünf Maschinen Š.1.01–Š.1.05. Sie trugen in Anlehnung an das Kennzeichnungssystem der ehemaligen k.u.k. - Fliegerkräfte die Rumpfbezeichnung Š-H-1.1 bis Š-H-1.5 (wobei das H auf den verwendeten Motor hinwies). 1921 folgten weitere 23 Serienflugzeuge, so dass insgesamt 28 Šm.1 (Rumpfbezeichnung: Š-H-1.1 bis Š-H-1.28) zur Auslieferung kamen. Danach musste die Fertigung der Šm.1 eingestellt werden, denn es gab keine Hiero-L-Motoren mehr.
Auf eigene Kosten entstand eine zivile Maschine, die Šm.a1 (Kennzeichen: L-BSEE), ein Reiseflugzeug für zwei Passagiere in einer geschlossenen Kabine. Es blieb jedoch bei einem Einzelstück.

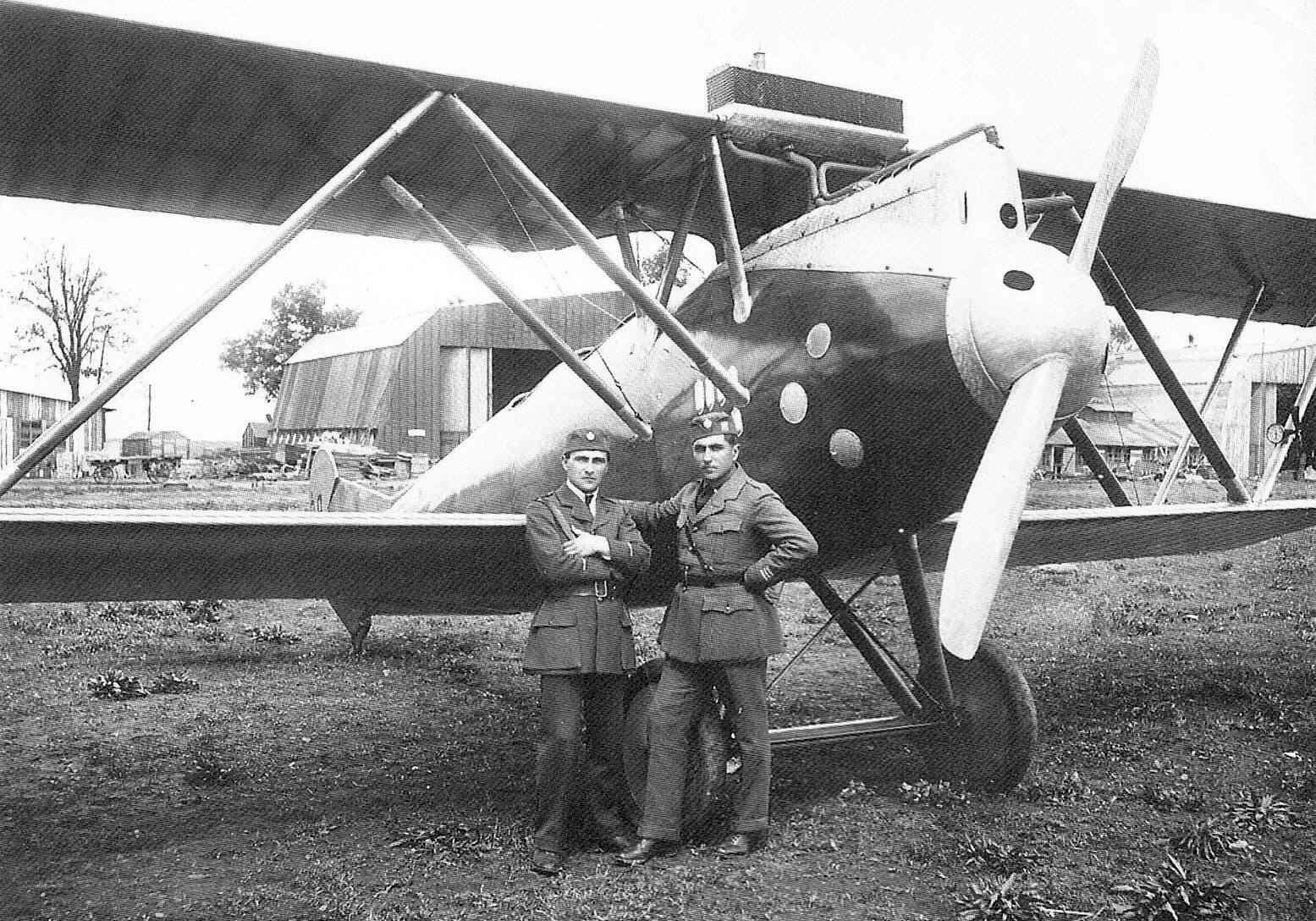
Letov Š.A. mit Konstrukteur Alois Šmolík links und dem Piloten Klement Adamec (1920)

## Militärische Nutzung
TschechoslowakeiTschechoslowakische Luftstreitkräfte

## Technische Daten
| Kenngröße             | Daten (Letov Šm-1)                                                       |
| --------------------- | ------------------------------------------------------------------------ |
| Besatzung             | 2                                                                        |
| Länge                 | 8,31 m                                                                   |
| Spannweite            | 13,23 m                                                                  |
| Höhe                  | 3,20 m                                                                   |
| Flügelfläche          | 33,89 m²                                                                 |
| Flächenbelastung      | 40,6 kg/m²                                                               |
| Leermasse             | 861 kg                                                                   |
| max. Startmasse       | 1375 kg                                                                  |
| Reisegeschwindigkeit  | 168 km/h                                                                 |
| Höchstgeschwindigkeit | 194 km/h                                                                 |
| Steigzeit             | 52 min auf 5000 m Höhe                                                   |
| Dienstgipfelhöhe      | 6000 m                                                                   |
| Reichweite            | 715 km                                                                   |
| Triebwerke            | 1 × 6-Zylinder-Reihenmotor Breitfeld & Daněk Hiero L mit 169 kW (230 PS) |
| Bewaffnung            | 1 × MG oder 1 Zwillings-MG bis zu 250 kg Bomben                          |